# Машков, Николай Васильевич
Машков Николай Васильевич (1916, деревня Русениха, Благовещенская волость, Варнавинский уезд Костромской губернии, Российская империя — 11 февраля 1940, Выборг, Финляндия) — Герой Советского Союза, младший комвзвод, старший механик-водитель танка 398-го отдельного танкового батальона 50-й стрелковой дивизии 13-й армии Северо-Западного фронта.

## Биография
Родился в 1916 году в деревне Русениха Благовещенской волости Варнавинского уезда Костромской губернии, в семье рабочего.
Окончил 7 классов. Работал слесарем на заводе.
В Красной Армии с 1937 года. Участник советско-финской войны 1939—1940 годов.
Николай Машков отличился в боях юго-восточнее города Выборг (ныне — Ленинградская область).
11 февраля 1940 года участвовал в шести атаках, подавлении огня вражеских дотов, уничтожении пехоты противника. Когда его танк подорвался на мине, Машков покинул его и продолжал сражаться в составе стрелкового подразделения и в этом бою погиб.
Указом Президиума Верховного Совета СССР от 7 апреля 1940 года «за образцовое выполнение боевых заданий командования на фронте борьбы с финской белогвардейщиной и проявленные при этом отвагу и геройство» младшему комвзводу Машкову Николаю Васильевичу посмертно присвоено звание Героя Советского Союза.

## Награды
- Герой Советского Союза (21 марта 1940, медаль «Золотая Звезда»)[2];
- орден Ленина (21 марта 1940)[2];
- орден Красного Знамени;
- медаль[какая?].